# Nouvi Zákon
Nouvi Zákon (Novi Testament, Novi Zakon), je prevod Nove zaveze v prekmurščino. Iz grščine jo je prevedel Štefan Küzmič, slovenski pastor v Šomodski županiji. Knjiga je izšla leta 1771 v Halle an der Saale. 
Nouvi Zákon je pokazal, da ogrski Slovenci v svojem (prekmurskem) jeziku sposobni literarno udejstvovati. Skupaj z ostalimi ogrskoslovenskimi učitelji in duhovniki je utrdil prepričanje, da je za razvoj vsakega naroda potrebno učno-vzgojno delovanje, seveda v maternem jeziku, in da vera ne nasprotuje šoli in kulturi. Zbudil je zavest k pripadnosti slovenskemu narodu, ker je v roke dobil knjigo v svoji materinščini, in to je Sveto Pismo. Tudi je Nouvi Zákon vnet zagovornik, branitelj in širitelj luteranskega nauka s pietističnim poudarkom, v spoznanju, da samo Božja beseda, oznanjevana in pisana v maternem jeziku Slovencev na Ogrskem, človeku krepi njegovo vero.
Pozneje je Nouvi Zákon doživel več popravkov in bil štirikrat ponatisnjen, vendar pri tem niso uporabili  Gajice, v knjigi so uporabili le madžarski črkopis. 
Jezikoslovci ugotavljajo, da je njegov jezik nazoren, domač in živahen, čeprav je preživel v domačem okolju zgolj eno desetletje. Njegov jezik je še vedno stalno vir jezikoslovnega raziskovanja domačim in tujim raziskovalcem in od začetka 19. stoletja dalje vzor preurejevalcem slovenskega knjižnega jezika, saj je prekmurščina ohranila starejše in čistejše glasovne in oblikovne značilnosti kot osrednjeslovenščina. Analizirali so Nouvi Zákon Fran Miklošič, Žiga Zois, Ožbalt Gutsman, Ivan Žiga Popovič, Stanko Vraz, Ivan Kukuljević, Božidar Raič, Anton Trstenjak, Matija Čop in Peter Kozler.
Küzmičev Nouvi Zákon je terjal ogromen napor in predstavlja mogočno in dragoceno jezikovno stvaritev, je kulturno dejanje prvega reda. Napisati tako delo v neizoblikovanem narečju in posebej še v literarnem stilu pomeni pomembno preseči skromna književna prizadevanja večine prekmurskih pisateljev.— Štefan Barbarič

## Prehodna dogodka
V Slovenski okroglini (madžarsko Tótság,, prednik Prekmurja in Porabja) se je na koncu 16. stoletja razširila reformacija. V tistem času so Slovenci na Ogrskem morali prestopiti v evangeličansko vero svojih gospodov. Nova vera je pomagala Slovencem, da v študirajo in mašujejo v svojem maternem jeziku. Čeprav takrat niso izdali knjige v prekmurščini, so v Gornjih Petrovcih uporabljali Biblijo, ter Hišno postilo Primoža Trubarja, ter Dalmatinovo Biblijo na Gornjem Seniku, ki so jih na Ogrsko prinesli slovenski protestantski duhovniki.
V Martjancih je izšla Stara martjanska pesmarica, prvo rokopisno delo v prekmurščini. V njej so prevedene Trubarjeve in Dalmatinove pesmi, pri tem pa so uporabili predvsem hrvaške (gradiščanske, kajkavske) vire.
Mali katechismus Franca Temlina in Réd zvelicsánsztva Mihaela Severja sta tudi vsebovala nekaj prevodov Svetega pisma (v Rédu npr. so bili prevedeni psalmi). Očitno, da je Küzmič je poznal obe deli.
Štefan Küzmič se je rodil v Strukovcih (prekmursko Strükovci), šolal v Radgoni, Kančevcih, višjo šolo končal v Šopronu in Gjuru, potem študiral v evangeličanskem liceju Bratislave na današnjem Slovaškem. Služil je kot v učitelj v Čobinu (Nemescsó, prekmursko Čoba), potem na Zalskem, v Šurdu do smrti.

### Rojstvo Nouvega Zákona
Küzmič je pastoral v tujski pokrajini, v Šurdu, na Zalskem. Delil je enako usodo kakor Trubar, ki je v Nemčiji živel. Vendar je za ogrske Slovence živel in skrbel Küzmič.
Zavedajoč se daljnosežnega versko-pobudniškega pomena in povezujočega dejstva tiskane materinske besede je Küzmič kljub težkim udarcem usode, ki jih je doživel v Šurdu predvsem s smrtjo svojih najbližih. Umrli so soproga, oče in dveh otrok. Po večletnem napornem prevajanju pripravil za natisk Nouvi Zákon, ki je izšel tako ob gmotni podpori Küzmičevih bratislavskih zaščitnikov in evangeličanov v domači pokrajini, v Slovenski okroglini.
O tem dejstvu govorita dve pismi od Mihaela Bakoša, v skrbi za odplačilo tiskarja, pisal leta 1771 in 1778 znanemu bratislavskemu pastorju in zaščitniku Michalu Mošovskýju.
Küzmič je s svojim prevodom in deloma starozaveznega besedila ter z dodatki v tej pomembni knjig pokazal svojo veliko spodobnost glede oblikovanja versko-teološkega jezika in pa odločnost, da trdno stoji na temelju evangelija Jezusa Kristusa. Zato je tem bolj nerazumljivo, da je bil izven evangeličanskega življa tako dolgo zamolčan in smatran celo za odpadnika od Cerkve oz. za krivoverca. Tako kot Luter, ali pri Slovencih Trubar, je tudi Küzmič pokazal, da hoče biti, ostati in delovati v cerkvi Kristusova, katere edini zaklad je evangelij in katere edini Gospod je Jezus Kristus.

## Knjiga in njegova vsebina

### Seznam knjig
- Evangyeliom pouleg piſzma Szvétoga Mátaja
- Evangyeliom pouleg piſzma Szvétoga Marka
- Evangyeliom pouleg piſzma Szvétoga Lükácsa
- Evangyeliom pouleg piſzma Szvétoga Ivana

Tem štirim evangelijem sledijo:
- Szvéti Apoſtolov Djánye

Potem pa listi:
- Sz. Pavla Apoſtola k-Rimlánczom piſzani líſzt
- Sz. Pavla Apoſtola I. k-Korinthusánczom. Piſzani líſzt
- Sz. Pavla Apoſtola II. k-Korinthusánczom. Piſzani líſzt
- Sz. Pavla Apoſtola k-Galatánczom piſzani líſzt
- Sz. Pavla Apoſtola k-Efe'zánczom piſzani líſzt
- Sz. Pavla Apoſtola k-Filipénczom piſzani líſzt
- Sz. Pavla Apoſtola k-Koloſsánczom piſzani líſzt
- Sz. Pavla Apoſtola I. k-Teſzſzalonicsánczom piſzani líſzt
- Sz. Pavla Apoſtola II. k-Teſzſzalonicsánczom piſzani líſzt
- Sz. Pavla Apoſtola I. k-Timotheuſi piſzani líſzt
- Sz. Pavla Apoſtola II. k-Timotheuſi piſzani líſzt
- Sz. Pavla Apoſtola k-Títuſi piſzani líſzt
- Sz. Pavla Apoſtola k-Filemoni piſzani líſzt
- Sz. Pavla Apoſtola k-'Zidovom piſzani líſzt
- Sz. Petra Apoſtola prvi obcsinſzki líſzt
- Sz. Petra Apoſtola drügi obcsinſzki líſzt
- Sz. Ivana Apoſtola prvi líſzt
- Sz. Ivana Apoſtola drügi líſzt
- Sz. Ivana Apoſtola trétyi líſzt
- Sz. Jakuba Apoſtola obcsinſzki líſzt
- Sz. Júdaſa Apoſtola líſzt

In sledi zadnja knjiga Novega Zakona z imenom:
- Sz. Ivana theologusa oznanoſzt

Jn 11,17-27

Gda bi záto Jezus priſao; najſao je; kaj je 'ze ſtiri dní bio v grobi. (Bíla je pa Bethánia blüzi k-Jeru'zálemi, liki na petdnájſzet bi'zájov.) I vnougi z-'Zidovov ſzo prisli knyima k-Márthi i Márii: da bi je trouſtali nad nyidvi bratom. Záto Mártha, kak je zacsüli, kaj Jezus ide, pred nyega je bej'zala: Mária je pa vu hi'zi ſzèdejla. Erkla je záto Mártha k-Jezuſi: Goſzpodne, da bi eti bio, brat moj ne bi mr'u. Ali i zdaj znám: kaj, kakoli bos proſzo Bogà, dà ti Boug. Velí nyej Jezus: gori ſzténe brat tvoj. Veli nyemi Mártha: znám, kaj gori ſztáne vu gori ſztanenyej na ſzlejdnyi dén. Ercsè nyej Jezus: jaſz szam gori ſztanenyè i 'zitek; ki vörje vu meni, i csi merjè, 'zivo bode. I vſzáki, ki 'zivè i vörje vu meni, ne merjè na veke. Vörjes tou? Velí nyemi: kapa, Goſzpodne. Jaſz ſzam vörvala, kaj ſzi tí Kriſztus ov Szin Bo'zi, na ſzvejt pridoucsi.
Zanimiva pa so imena teh posameznih knjig, predvsem zaradi tega, ker jim avtor doda prilastek Szvéti, čeprav v protestantizmu ni čislanje svetnikov, kakor v katoliški veri.
V vsaki knjigi je predgovor, v katerem Küzmič navaja avtorja tega spisa in vsebinsko razdelitev. V knjige so razdeljeni na poglavja. Küzmič poglavja imenuje táo, poglavja pa so razdeljena na vrstice, ki so pri Küzmičuu versusi. V vsakem poglavju je na začetku najprej navedena strnjena vsebina, tu in tam pa je še dodano, na katero nadeljo ali praznik se bere ta del evangelija (Po Sz. Troiſztvi XXII. Mát. 18,23-35. Fil. I, 3-11.). Tisto navedo lahko beremo tudi v drugih izdajah Nouvega Zákona.
Še besedo ali dve na koncu novozakonskega besedila. Prvi del dodatka: Nedelni i Szvétesni Evangyeliomov i Epiſtol Kazács. Küzmič navaja celotno cerkveno leto, začenši s prvo nedeljo Adventa in konča s sedemindvajseto nedeljo po Svetem Trojstvu. Med nedeljami so navedeni prazniki (svétki), in sicer vseh sedem. Za praznike je navedenih več besedil. Na primer za božič Küzmič navaja štirje besedila, sam božič pa poimenuje Koledni szvétek. Za Veliko noč in za Binkošte (Vüzem, Risále) pa so navedeni po trije pari besedila. Cerkvenemu letu sledijo berila za posamezne spominske dneve in tudi za javne dogodke. Kot primer naj naveden, da je Küzmič izbral svetopisemsko besedilo za koronüvanye in za orſzácsko szpráviscse.
V drugem delu dodatka na koncu Nouvega Zákona navaja Níſterez-Sztároga Zákona vö vzéte Epiſtole. To potrjuje domnevo nekaterih zgodovinarjev, da Küzmič ni prevajal samo Novega Testamenta, temveč tudi Stari. Od prevajanja Stare zaveze pa ni ohranjenega drugega besedila kot samo to, ki je objavljeno na koncu Küzmičevega prevoda.
Po izročilu, ki ga je tudi Mikloš Küzmič sporočil Jánosu Szilyju, sombotelskemu škofu, naj bi bil Štefan prevedel tudi Staro Zavezo, kar je zelo neverjetno.
Zadnji del dodatka v tej prvi izdaji Nouvega Zákona zaobsega Molítvi na vſzáko Nedelo i Szvétek zrendelüvanoga Evangyelioma. V prvem delu so molitve namenjene Na nedelne i veliki ſzvétkov dní. Med temi molitvami najdemo tudi molitev za posebne Božje službe (napr. Na pokouro dr'zánya dén).

### Predgovor Nouvega Zákona
Nouvi Zákon je izšel v mestu Halle an der Saale na Saškem ob gmotni podpori bratislavskih zaščitnikov Küzmiča in evangeličanov Slovenske okrogline. Tukaj so izdali tudi Mali katechismus, prvo prekmursko knjigo 1715. Naslov je bil Nouvi Zákon ali Testamentom Goszpodna Nasega Jezusa Krisztusa zdaj oprvics zGrcskoga na sztári szlovenszki jezik obrnyeni po Stevan Küzmicsi Surdánszkom f.
Zanimiv del Nouvega Zákona je Predgovor (Vſzákomi, ki bode eta ſteo Krſztseniki, miloſcso, mér blagoſzlov, i zdrávje vu Goſzpodni naſem Jezuſi Kriſztuſi. Ámen!). Predgovor je pomemben, ker se je v njem obširno razgovoril tako o namenu in značaju Küzmičevega dela, kot tudi o duhovnem življenju svoje rodne domovine Slovenske okrogline. V Predgovoru so narodnostni elementi, ki jih le-ta vsebuje, saj ogrskim oblastem ni bilo po godu, da bi narodnosti, ki so živele tukaj, propagirale slovanske (slovenske) ideje. Küzmič je izpovedal neomajno privrženost in ljubezen do materinščine. To njegovo izpoved preveva še jasnovidno prepričanje o neogibni povezanosti razvojnih poti sorojakov z nacionalno osveščenostjo in obstojnostjo. Poleg narodnostnih elementov so prisotni tudi bogoslovski ter zgodovinski, jezikovni, kulturni in narodno buditeljski elementi. Odraža se takratno stanje svetopismega spoznanja, zgodovinske in zemljepisne vednosti, omika in bogoslovsko mišljenje.
Takrat prevod ni imel predgovorov in razlag, kot v prvi izdaji.Že v prvem stavku poudarja, da bi ga k pisanju moglo nagniti „z vrejdnim tálom … zmenkanye Szlovenszkoga düſevnoga piſzma,” pri čemer omenja edina pisatelja pred seboj in obsoja prednike, da nam niso zapustili nikakih stopinj svoje vneme, kar tudi razlaga delno z jezikovnimi težavami, delno z nemarno lenobo izobražencev, ki so se vdajali le uživanju tvarnih dobrin. Označuje položaj evangeličanov v Slovenski okroglini kot „razegnáne ovcſicze brezi paſztéra” in z navedki iz Svetega pisma označuje čas, ko se bo Gospod spustil na zemljo, kar je že zdaj, ker „ſze nevolno lüſztvo li z ſzühim Krſztſanſzkim iménom ino spráznov nyega vörov hváli” brez poznavanja njenega bistva. Kot vso knjigo preveva tudi ta predgovor pietistična miselnost.
V prizadevanjih za opismenjevanje in ohranitev Lutrovega nauka, ki so mu tudi med ogrskimi Slovenci cesarsko-administratovni ukrepi stregli po življenjski upravičenosti, je Küzmičev prevod Novega Testamenta bistveno pripomogel k reafirmaciji protestantske miselnosti na ogroženih območjih v Slovenski okroglini in na Šomodskem. Tisti kmečki sloj prebivalstva, ki je med Muro in Rabo bil tako rekoč edini dosledni branilec protestantizma in ki si je kljub fevdalnemu izkoriščanju materialno že utrudil svoj položaj, je z Nouvim Zákonom dobil oprijemljivo duhovno oporo za privrženost in vztrajnost v novi veri.
Vprašanje je, kdo je pisal Predgovor? Najverjetneje je avtor József Torkos, duhovnik v Šopronu, ali pa Küzmič, vendar se je pojavilo tudi ime Bakoša. Da bi avtor lahko bil Küzmiča, podkrepi narodna značilnost Predgovora.
Torkos je napisal Predgovor v latinščini, Küzmič pa ga je prevel v prekmurščino in ga je gotovo tudi izpopolnil. Očrtal je razvojno pot svojih sorojakov v osveščenosti in privrženosti materni besedi, torej prekmurskemu jeziku in s tem spodbudil proces prostonacionalnega osveščanja Slovencev v Slovenski okroglini. Küzmič je hotel zadostiti zahtevi evangeličanske cerkve, da berejo verniki božjo besedo v prekmurskem jeziku.
- Prva skupina trdi, da je Predgovor napisal Torkos. Fran Ilešič, slovenski literarni zgodovinar, je zbral o Torkosu nekaj osnovnih podatkov. Nepodpisani avtor je v Evangeličanskem listu leta 1971 pisal, da je Predgovor napisal Torkos. Mariborski škof, Jožef Smej, ki je iz Prekmurja, je bil tudi mnenja, da je Torkos iskana oseba.
- Druga skupina trdi, da je Predgovor napisal Küzmič. Dr. Anton Vratuša pravi: „Tako se je torej zgodilo, da je skromni, požrtvovalni, široko razgledani in visoko izobraženi šolnik v svoji gorečnosti in z izrednim posluhom za narodni govor, svojim, med Muro in Rabo živečim Slovencem, v obliki Nouvega zákona pripravil ne samo mali dar, s katerim naj bi živeli in ga visoko cenili, kot sam priporoča v predgovoru, ampak tudi vrednost kulturnega, kulturno-preporodnega in narodno-obrambnega pomena…”. Tudi Ludvik Novak senior Slovenske Evangeličanske Cerkve je trdil isto.
- Franc Kuzmič meni, da je Predgovor napisal Torkos, prevel ga je Küzmič in tudi ga zagotovo tudi izpopolnil. Franc Šebjanič je prepričan, da je avtor med njimi tudi Bakoš. Vilko Novak je poskušal do zdaj edini določiti, kateri del Predgovora je napisal Torkos, in katerega Küzmič. Lahko, da je Torkos napisal teološki del, Küzmič pa narodni.

Kakorkoli razodeva predgovor Nouvega Zákona določene elemente pietističnega naziranja, je v njem veliko bolj zaznaven prodor prosvetljeno zastavljenih in preprosto izraženih  praktičnih spoznanj. Ugotavljajoč nekoristnost uporabe hebrejskega in starogrškega jezika predgovor najprej seznanja bralca s slovanskim svetom, se pravi z deželami, ki jih naseljuje slovanski živelj, takoj zatem pa odkriva povezanost Slovencev na Kranjskem in na Štajerskem. V tej zvezi je simptomatično tudi poimenovanje Dalmatinovega svetopisemskega jezika za štajerski, prav tako pa tudi omemba Trubarja in ostalih slovanskih avtorjev, kot Michał Frencel, ali Antun Dalmata, ter njihovih del s knjižnimi formati, kar navaja na ugotovitev, da je Küzmič pretežni del omenjenih tiskov poznal bržkone še iz svojega bratislavskega obdobja.
V zvezi s tem Küzmičevim delom še dandanašnji stoji Bakoševa ocena, izražena 20. junija, 1778 v pismu Mošovskýju, da Nouvi Zákon daje tisto, česar si doslej v tem jeziku še nihče ni upal poskusiti in da je v celotnem prevodu častiti avtor, hotel obdržati preprosti način izražanja.

### Jezik Nouvega Zákona
Tukaj se pojavi drugo vprašanje, ali je Števan Küzmič uporabil Sveto pismo Jurija Dalmatina? V Predgovoru piše: „Primuſz Truber… Dalmata Antoni… Stevan Iſztrianſzki i Jüri Jurjevics… Dalmatin Jüri… Francel Mihao.” Omenek Dalmatina je vzrok za to domnevo. Zagotovo, da je dobro poznal te biblijske prevode. Hrvaški zgodovinar Ivan Kukuljević se je ukvarjal z Nouvim Zákonom in tako menil, da več odlomk je prepisano iz hrvaških biblijskih prevodov.
Küzmič je prevel Nouvi Zákon iz grščine. Küzmič poudarja sorodnost s Slovenci na Kranjskem in na Štajerskem, priznava pa tudi nerazumevanje Trubarjevega in Dalmatinovega jezika. Zato je uvidel, da je smotrno, če prekmurščina oblikuje svoj knjižni jezik. Mikloš Küzmič je bil s Števanom istega mnenja.
Ljudje lahko razumejo Boga, ko jim govori po prerokih (proroki) in apostolskih (apoštolski) pismih, edino v svojem slovenskem jeziku. Kljub vsem razlikam je med Dalmatinovim in Küzmičevim jezikom veliko podobnosti in skladnosti, ampak težko je dokazati, ali je Küzmič vzel elemente od Dalmatina, ali pa je posojal iz kajkavščine, ki je bila Küzmiču znana iz njegovega ravenskega narečja. Morda ga je celo sam skoval.
Vilko Novak je mnenja, da je Küzmič od Dalmatina prevzel nekatere besede, celo fraze in jih fonetično prilagodil svojemu govoru. Mikloš Küzmič pa je od Štefana posojal elemente v Szvéti evangyeliomi. V drugih primerih, pa mu je mogoče Dalmatinov jezik pomagal pri oblikovanju podobnih izrazov, ki bi jih razumeli njegovi sonarodnjaki.

Nekaj primer:

K.: dén ſze je pa pribli'zo; D.: perblishal

K.: Otroczi; D.: Otroci

K.: ſzo ſzrecsnejſi grátali; D.: ſerzhnéjſhi

K.: Májo pa ſzoudbo; D.: imajo ſvojo ſodbo

K.: Gda pa pride popolnoſzt; D.: pride tu popolnoma
Küzmičev jezik ni le stalni vir jezikoslovnega raziskovanja domačim in tujim jezikoslovcem, marveč je bil od začetka 19. stoletja dalje vzor preurejevalcem standarda slovenskega jezika, ker je prekmurski jezik ohranil starejše in čistejše glasovne in oblikovalne značilnosti kot osrednja narečja slovenščine.
Küzmič je uporabljal isto grafiko v glavnem, kot pred njim drugi avtorji. Le za ž je uvedel 'z, po tedanji madžarski rabi. Pri pisanju samoglasnikov in soglasnikov se je boril z istimi težavami kot predniki in skušal čim zvesteje podati izgovor svojega ravenskoga narečja, v katerem je pisal Nouvi Zákon.
Ker glas h povzroča v prekmurščina težave, ga je Küzmič je na začetku in sredi besede včasih pisal, včasih opustil, na koncu pisal (krüh), ali pisal poleg izgovarjanega j (düjh); pisal -j, ali -h ga opustil, ga pisal napačno (vejh, vu ſzneh). Nedosledno je pisal pod kajkavskim vplivom končni -m v ženskem orodniku ednine namesto -ov, -ouv.
Tudi v oblikovju se je v glavnem držal ravenskega narečja, redko je sledil v prvi ohranjeni knjigi kajkavskim zgledom (napr. vučenici), posebno zveze z bodoucsi so iz kajkavskih knjig. Prav deležniki so mu delali včasih največ težav (npr. ſzkrblivajoucsi, prineſzécsi). Toda glavni značaj dajejo Štefanovemu prevodu besedni zaklad in skladnja zlogov. Nouvi Zákon je velika zbirka prekmurskih besed v obliki ravenskega dialekta, med katerimi so mnoge stare, drugod redke ali neznane slovanske besede. V njegovem živem ljudskem jeziku pa so tudi tujke, kot madžarske, grške, latinske, ali nemške, ki so glavnem zvezi z besedilom Svetega Pisma.
Očitno kajkavski izrazi so: delnik, zbrojávali, oſzel, Bogicza, poſzelſztvi, pitanoga dneva, neprávdeni, lepraj, odſzud, nevinosti. Zahodnoslovanski (češki in slovaški) izrazi pa: lebka (čelada), nemocſne, nemocſnoſzt, zaplata, dera.
Neologizme in oblike knjige je verjetno Küzmič sam naredil. Vendar je tudi glede teh težko s polno gotovostjo trditi, da jih ni našel v drugi knjigi (kajkavski, ali drugi slovanski). Npr. s pripono -ecz, -ávecz, -avecz (odávecz, 'zelávci, drá'zd'zczi), ali s pripono -icza (glédaricza, práznicza, vecſérjenicza, in s pripono -tel (zadomeſztiteo, priáteo, zagovoriteo, vöriteo.
Druga skupina na novo tvorjenih samostalnikov so pojmovni izrazi, ki jih je mogel v živem govoru še teže najti. Število takih tvorb je dokaj veliko. Npr. s pripono -oſzt samostalniki ženskega spola s pomenom lastnosti ali stanja: punoſzt, ſzmoutnoſzt, kháoſz, vjedinoſzt, obeſzelnoſzti, odkrivnoſzti, itd. In tudi na -ſztvo: prvorojſztvo, poglavinſztvo, cslovejſztvo, itd. Tudi o mnogih glagolih moremo reči, da jih je Küzmič tvoril sam, napr. goſztüvajoucsi, okorenyeni, poczimprávajtem, itd.

## Izdaje Nouvega Zákona
Drugo izdajo so pripravljali v Bratislavi (Požon) 1817 z naslovom Nouvi Zákon ali Testamentom Goszpodna Nasega Jezusa Krisztusa zdaj oprvics zGrcskoga na sztrái szlovenszki jezik obrnyeni po Stevan Kuzmicsi surdánszkom f. Ferenc Berke iz Sebeborcev je uredil novo izdajo.
Leta 1848 Aleksander Terplan je predelal in tako izdal tretjo izdajo: Nôvi Zákon ali Testamentom Goszpodna Nasega Jezusa Krisztusa zdaj oprvics zGrcskoga na sztári szlovenszki jezik obrnyeni po Küzmics Stevani surdanszkom farari. Skupaj z Nôvim Zákonom prišla lastna dela Terplana Knige 'zoltárszke, ki je tudi prevod Svetega pisma iz Stare Zaveze.
II. 9. Zácsao je pa lüdsztvi praviti eto priliko: cslovek niki je zaszádo goricze, i vö je je dáo delavczom, i odisao je, i tam je bio zadoszta vrêmena.

10. I vu vrêmeni brátve poszlao je k tim delavczom szlugo, naj nyemi z száda ti goricz dájo. Ti delavczi szo ga pa zbili i odposzlali szo ga práznoga.

11. I gori je djáo, ka i drügoga szlugo posle; oni szo pa i toga zbili i geto szo ga ospotali, odposzlali szo ga práznoga.

12. I gori je djáo, ka i trétjega posle; oni szo pa i toga oranili, ino szo ga vö vrgli.

13. Ercsé pa Goszpôd ti goricz: ka bom csinio? Poslem Sziná mojega, toga lüblénoga, lekaj sze toga, vidcsi, zásztopijo.

14. Gda bi ga pa ti delavczi vidili, premislávali szo szi med szebom govorécsi: ete je te örocsnik; hodte, bujmo ga, naj nasa bode örocsina.

15. I vö szo ga vrgli z goricz i bujli szo ga. Ka bode záto nyom csini ti goszpôd ti goricz?

16. Pride i pogübi te delavcze i dá goricze drügim. Steri szo eto csüli, erkli szo: obari  
Bôg.

17. On sze pa zglednovsi na nyé ercsé: ka je tak eto, ka je píszano: kamen, steroga szo zídárja zavrgli, té je vcsinyeni na glavics voglá.

18. Vszáki, ki szpádne na on kamen, vküp sze zmo'zd'zi, na koga pa té kamen szpádne, razdrobi ga.Evangeliom Szvétoga Lükácsa, XX. tál (Nôvi Zákon, 1848)
Četrta izdaja je izšla na Dunaju (v Beči) 1883: Nôvi Zákon ali Testamentom Goszpodna Nasega Jezus Krisztusa szlovencseni po Küzmics Stevani surdanszkom dühovniki. Vödáni po Angluskom i zvönésnyem tüváristvi za Biblie. Natisnil jo je Adolf Holzhausen. Uredil jo je Ivan Berke.
Po prvi svetovni vojni so Prekmurje priključili Kraljevini SHS. Prekmurski evangeličani niso podpirali ločitve od Ogrske, ker v Jugoslaviji ni bilo veliko evangeličanov. Zato so zadnjič izdali Nouvi Zákon v Beogradu (v Zemunu), da bi okrepili evangeličansko vero v Prekmurju (Nôvi Zákon ali Testamentom Goszpodna Nasega Jezus Krisztusa szlovencseni po Küzmics Stevani surdanszkom dühovniki. Vödáni po angluskom i zvönésnyem tüváristvi za Biblie. Izdajanje Britanskog i inostranog biblijsko društva Beograd, 1928.
V Šurdu, na Zalskem, kjer je Küzmič deloval, so v evangeličanski cerkvi razstavili en izvod. V pokrajinski in študijski knjižnici Murska Sobota so novembra 2009 tudi vidno je bil Nouvi Zákon. Po Trubarjevem letu je v Prekmurju 2009 Küzmičevo leto, saj prav leta 2009 mineva 230 let od njegove smrti.
Najprej je Društvo Svetopisemska družba Slovenije 1999 že izdalo orginalno izdajo Nouvega Zákona, naj raziskovalci, študenti, pisci in drugi lahko analizirajo originalno besedilo Küzmičevega prevoda Svetega pisma.